# Woodsia obtusa
Woodsia obtusa är en hällebräkenväxtart. Woodsia obtusa ingår i släktet Woodsia och familjen Woodsiaceae.

## Underarter
Arten delas in i följande underarter:
- W. o. obtusa
- W. o. occidentalis

## Bildgalleri

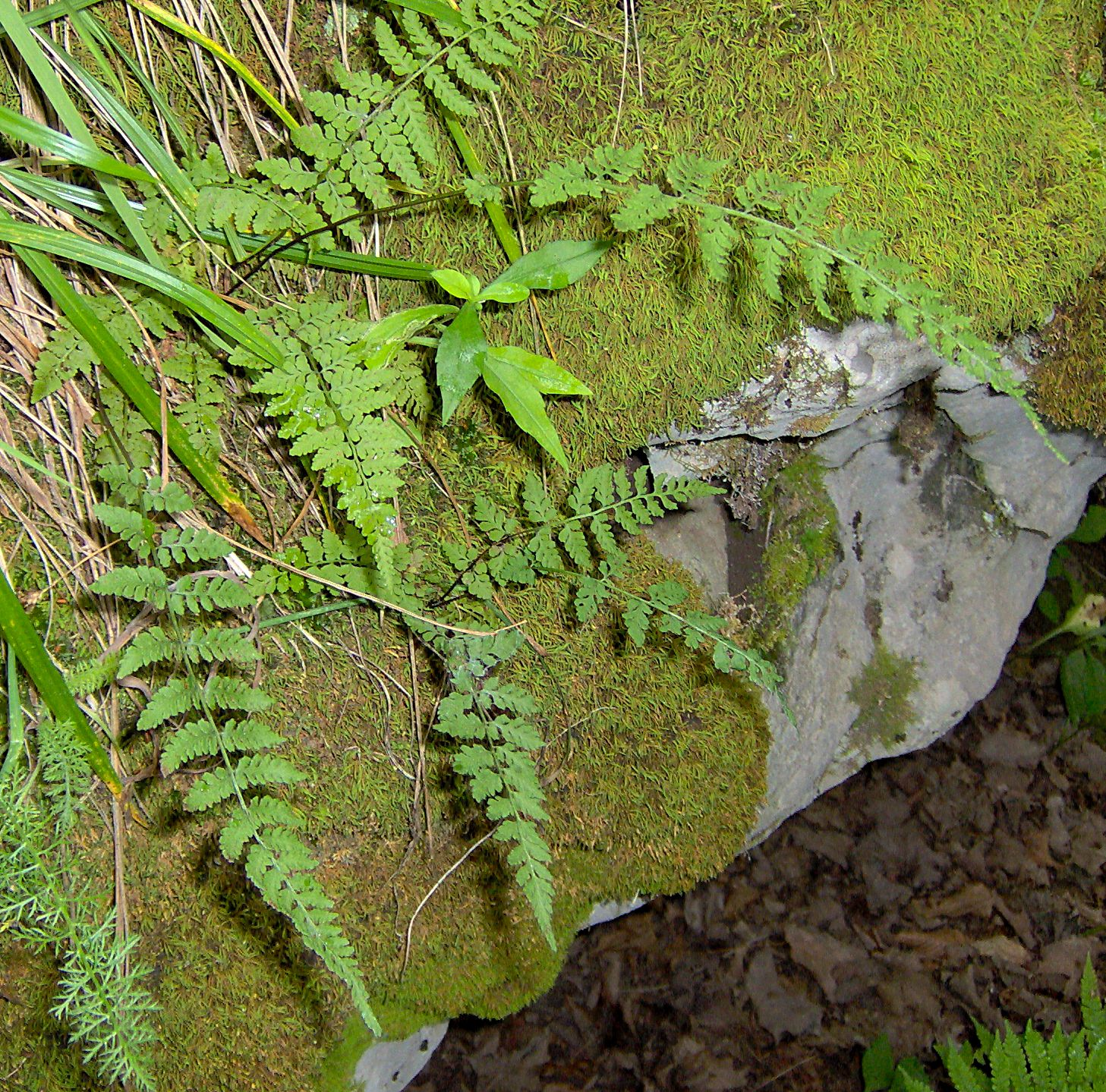